# Кардамили
Кардами́ли (греч. Καρδαμύλη) — деревня в Греции. Расположена на высоте 30 метров над уровнем моря, на восточном побережье залива Месиниакоса Ионического моря у подножия хребта Тайгета. Находится в южной части полуострова Пелопоннеса, к северо-западу от полуострова Мани, в 180 километрах к юго-западу от Афин, в 20 километрах к юго-востоку от Каламаты и в 26 километрах к юго-востоку от аэропорта «Капитан-Василис-Константакопулос». Административный центр общины (дима) Дитики-Мани в периферийной единице Месинии в периферии Пелопоннес. Население 300 жителей по переписи 2011 года.

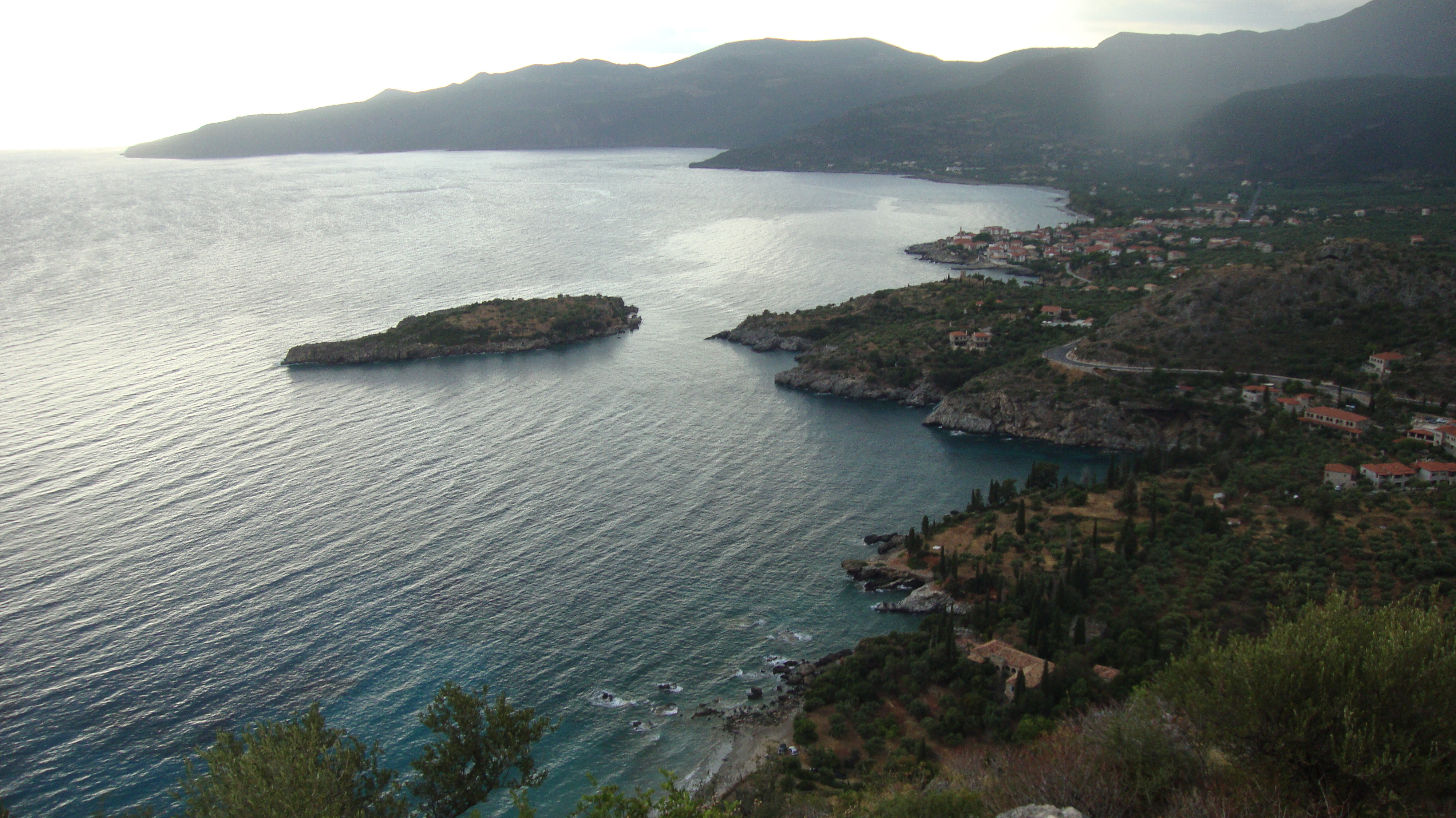
Вид на Кардамили

## История
Кардамили упоминается Гомером в «Илиаде», как один из семи процветающих городов, которые Агамемнон предложил Ахиллу в качестве приданого за дочерью. По Павсанию тут было святилище нереид, храм Афины и статуя Аполлона Карнейского. Позже назывался Скардамула греч. Σκαρδαμούλα. Над деревней находится замок XII века. В 1460 году в Кардамили укрылись беженцы из захваченной турками Мистры.
В деревне Каламици, в 1 километре к юго-востоку от Кардамили жил писатель Патрик Ли Фермор. У его дома был развеян пепел его друга Брюса Чатвина.

## Достопримечательности
Работает музей «Башня Мурдзаки». В Кардамили находится церковь Айос-Спиридон (Святого Спиридона).
Близ Кардамили находятся пляжи.

## Сообщество Кардамили
В местное сообщество Кардамили входят пять населённых пунктов и остров Меропи. Население 417 жителей по переписи 2011 года. Площадь 6,427 квадратных километров.
| Населённый пункт | Население (2011), человек |
| ---------------- | ------------------------- |
| Айия-София       | 9                         |
| Каламици         | 24                        |
| Камбос           | 68                        |
| Кардамили        | 300                       |
| Меропи (остров)  | 0                         |
| Петровунион      | 16                        |

## Население
| Год  | Население, человек |
| ---- | ------------------ |
| 1991 | 277                |
| 2001 | 311                |
| 2011 | ↘ 300              |